# Признак Абеля

## Признак Абеля сходимости несобственных интегралов
Признак Абеля дает достаточные условия сходимости несобственного интеграла.
Признак Абеля для несобственного интеграла I-рода (для бесконечного промежутка). Пусть функции {\displaystyle \ f(x)} и {\displaystyle \ g(x)} определены на промежутке {\displaystyle \ [a,\infty )}. Тогда несобственный интеграл {\displaystyle \ \int \limits _{a}^{\infty }f(x)g(x)dx} сходится, если выполнены следующие условия:
1. Функция {\displaystyle \ f(x)} интегрируема на {\displaystyle \ [a,\infty )}.
2. Функция {\displaystyle \ g(x)} ограничена и монотонна.

Признак Абеля для несобственного интеграла II-рода (для функций с конечным числом разрывов). Пусть функции {\displaystyle \ f(x)} и {\displaystyle \ g(x)} определены на промежутке {\displaystyle \ (a,b]}. Тогда несобственный интеграл {\displaystyle \ \int \limits _{a}^{b}f(x)g(x)dx} сходится если выполнены следующие условия:
1. Функция {\displaystyle \ f(x)} интегрируема на {\displaystyle \ (a,b]} т.е. сходится интеграл {\displaystyle \ \int \limits _{a}^{b}f(x)dx}
2. Функция {\displaystyle \ g(x)} ограничена и монотонна на {\displaystyle \ (a,b]}.

## Признак Абеля сходимости числовых рядов
Признак Абеля дает достаточные условия сходимости числового ряда.
Числовой ряд {\displaystyle \sum _{n=1}^{\infty }{a_{n}}{b_{n}}} сходится, если выполнены следующие условия:
1. Последовательность {\displaystyle \ a_{n}} монотонна и ограничена.
2. Числовой ряд {\displaystyle \sum _{n=1}^{\infty }{b_{n}}} сходится.

## Признак Абеля сходимости функциональных рядов
Признак Абеля дает достаточные условия равномерной сходимости функционального ряда.
Функциональный ряд
{\displaystyle \sum _{n=1}^{\infty }{{a_{n}}(x)}{{u_{n}}(x)}},
где {\displaystyle \ {a_{n}}(x):E\mapsto \mathbb {R} ,{u_{n}}(x):E\mapsto \mathbb {C} ,E\subseteq \mathbb {R} ^{d}},
сходится равномерно на множестве {\displaystyle \ E}, если выполнены следующие условия:
1. Последовательность действительнозначных функций {\displaystyle \ {a_{n}}(x)} равномерно ограничена на {\displaystyle \ E} и монотонна для любых {\displaystyle \ x} из {\displaystyle \ E}.
2. Функциональный ряд комплекснозначных функций {\displaystyle \sum _{n=1}^{\infty }{{u_{n}}(x)}} равномерно сходится на {\displaystyle \ E}.